# Chrysocatharylla
Chrysocatharylla is een geslacht van vlinders van de familie grasmotten (Crambidae).

## Soorten
- C. agraphellus (Hampson, 1919)
- C. fusca Bassi, 1999
- C. gozmanyi Bassi, 1999
- C. lucasi (Schouten, 1994)
- C. oenescentellus (Hampson, 1896)